# ده‌چشمه
ده چشمه، روستایی از توابع بخش مرکزی شهرستان فارسان در استان چهارمحال و بختیاری است.
 

کتیبه‌های پیرغار بر روی تخته سنگی از رشته کوه زاگرس قرار دارد که در مجاورت روستای ده چشمه می باشد. چشمه های فراوانی از این غار آهکی جاری می‌شود همچنین آبشار پیر غار هم به صورت فصلی در بهار نمایان می شود. بر روی قسمتی از تخته سنگ پیرغار، سه سنگ نبشته به زبان فارسی حک شده که شرح لشکرکشی سردار اسعد بختیاری به تهران در جنبش مشروطه ایران است. قلعه خان، سنگ نبشه و شیرسنگی و چشمه پیرغار از دیگر دیدنی‌های تاریخی این روستا هستند.

## زبان شناسی
زبان مردم این روستا لری با گویش بختیاری است.

## جمعیت
این روستا در دهستان میزدج علیا قرار دارد و جمعیت آن در سرشماری سال ۱۳۹۵ برابر ۴۵۱۰ نفر بوده‌است.

## پیرغار
کتیبه های مشروطیت پیرغار به دستور سردار اسعد بختیاری در دیواره این کوه حک شده‌است. متن این سنگ نوشته خلاصه ای از وقایع مشروطه است و نقش سرداران و طوایف را در انقلاب مشروطه بیان می‌کند.